# Banat méridional
Pour les articles homonymes, voir Banat.
Le district du Banat méridional (en serbe cyrillique : Јужнобанатски округ ; en serbe latin : Južnobanatski okrug) est une subdivision administrative de la république de Serbie. Au recensement de 2011, il comptait 291 327 habitants. Le centre administratif du district du Banat méridional est la ville de Pančevo.
Le district est situé au nord-est de la Serbie dans la province autonome de Voïvodine ; il fait partie de la région du Banat serbe.

## Villes et municipalités du Banat méridional
| Nom        | Superficie (en km²) | Population 2002 | Population 2011 | Statut       |
| ---------- | ------------------- | --------------- | --------------- | ------------ |
| Alibunar   | 602                 | 22 954          | 19 780          | Municipalité |
| Bela Crkva | 353                 | 20 367          | 17 285          | Municipalité |
| Vršac      | 800                 | 54 369          | 51 217          | Municipalité |
| Kovačica   | 419                 | 27 890          | 25 259          | Municipalité |
| Kovin      | 730                 | 36 802          | 33 725          | Municipalité |
| Opovo      | 203                 | 11 016          | 10 475          | Municipalité |
| Pančevo    | 755                 | 127 162         | 122 252         | Ville        |
| Plandište  | 383                 | 13 377          | 11 334          | Municipalité |
| Total      | 4 245               | 313 937         | 291 327         |              |

## Répartition de la population par nationalités (2002)

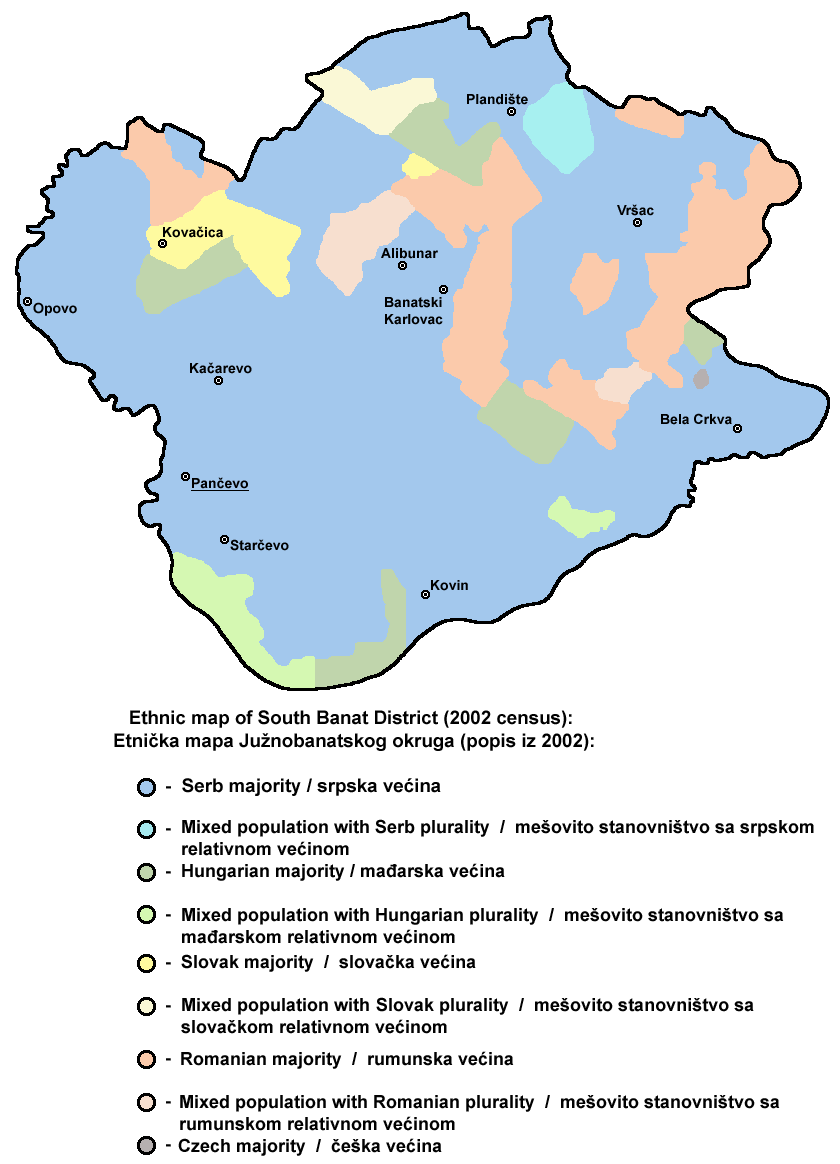
Répartition de la population par nationalités (2002)

Au recensement de 2002, le district comptait 313 937 habitants, répartis de la manière suivante :
Toutes les municipalités du district possèdent une majorité de Serbes, à l’exception de la municipalité de Kovačica qui est mêlée, avec une majorité relative de Slovaques (41 %).